# عبد الكريم فرحان خلف
عبد الكريم فرحان (مواليد 26 نوفمبر 1956) هو لاعب كرة قدم عراقي سابق لعب للعراق في دورة الألعاب الآسيوية عام 1978. لعب للمنتخب الوطني بين عام 1976 وعام 1979. وهو حاليًا مساعد مدرب الفريق الأولمبي.